# Rejon jampolski (obwód sumski)
Rejon jampolski – jednostka administracyjna wchodząca w skład obwodu sumskiego Ukrainy.
Rejon utworzony w 1923, ma powierzchnię 944 km² i liczy około 27 tysięcy mieszkańców. Siedzibą władz rejonu jest Jampol.
Na terenie rejonu znajdują się 1 miejska rada, 2 osiedlowe rady i 13 silskich rad, obejmujących w sumie 56 wsi i 2 osady.